# Chelsea Furlani
Chelsea Marie Furlani (Colchester, 18 maggio 1988) è una hockeista su ghiaccio statunitense naturalizzata italiana.

## Biografia
Nata a Colchester, nel Vermont, da una famiglia di origini italiane (il bisnonno era originario di San Costanzo, nelle Marche), ha cominciato a giocare ad hockey su ghiaccio sin da molto piccola.
Si è affermata a livello universitario con la squadra dell'Università del Vermont, le Vermont Catamounts, di cui è stata capitano, e con la cui maglia ha messo a segno in quattro stagioni 49 punti (frutto di 25 gol e 24 assist) in 132 partite.
Dopo la laurea ha trovato un ingaggio in Europa, con le Flyers Vienna, con cui ha disputato la EWHL 2010-2011 ed alcuni incontri del campionato.
Dopo una sola stagione è passata all'EV Bozen Eagles, con cui ha vinto subito il titolo italiano e la Coppa Italia. A livello personale si è aggiudicata il titolo di miglior realizzatrice.
È stata confermata nella successiva stagione 2012-2013, durante la quale - oltre al campionato, vinto nuovamente - la squadra ha disputato la EWCC (pur eliminate nel girone di semifinale, la Furlani è stata eletta nell'all-star team di quel girone) e la EWHL (raggiunti il girone finale, le Eagles hanno chiuso al quarto posto).
È rimasta anche nella successiva stagione, durante la quale la squadra ha vinto per la prima volta la EWHL (la Furlani mise a segno quattro delle sette reti nella finale contro le Neuberg Highlanders). La Furlani ha inoltre richiesto la cittadinanza italiana, ed avendo maturato due stagioni nel campionato italiano, ha avuto la possibilità di essere convocata nella nazionale italiana per alcuni incontri amichevoli.
Ritardi nella concessione della cittadinanza, tuttavia, non le consentivano di prendere parte alle gare ufficiali, e spinsero la società bolzanina, nell'agosto del 2015 a scrivere al presidente della Repubblica Sergio Mattarella. Nel novembre 2015 ricevette la cittadinanza per meriti speciali, potendo così tornare sul ghiaccio nel successivo mese di gennaio.
Ha ricoperto anche vari ruoli di allenatrice sia nelle squadre maschili che in quella femminile dell'EV Bozen.
Nel 2022 ha lasciato le Eagles, trasferendosi negli Stati Uniti e lasciando l'hockey giocato (perlomeno a livello di club, dato che ha poi giocato ancora due edizioni del mondiale in maglia azzurra, da tesserata della compagine altoatesina nel 2023 e senza club nel 2024).

## Palmarès
- Campionato italiano femminile: 9

EV Bozen Eagles: 2011-2012, 2012-2013, 2013-2014, 2014-2015, 2015-2016, 2016-2017, 2017-2018, 2020-2021, 2021-2022
- EWHL: 2

EV Bozen Eagles: 2013-2014, 2016-2017